# Izoksazol
Izoksazol je azol sa atomom kiseonika pored azota. Izoksazol je isto tako naziv za klasu jedinjenja koja sadrže ovaj prsten.
Izoksazolni prsteni su nađeni u prirodnim proizvodima, npr. u ibotenskoj kiselini. Izoksazoli takođe formiraju bazu za brojne lekove, među kojima je COX-2 inhibitor valdekoksib (Bekstra). Derivat izoksazola, furoksan, je donor azot monoksida.

## Spoljašnje veze
- Sinteza izoksazola